# Roberto Kuhnert
Roberto Kuhnert (* 1963 in Bad Muskau) ist ein deutscher Politiker (AfD). Er ist seit 2019 Mitglied des Sächsischen Landtags.

## Leben
Roberto Kuhnert ist als selbständiger Baudienstleister in Sachsen tätig.
Bei der Landtagswahl in Sachsen 2019 zog Kuhnert über das Direktmandat im Wahlkreis Görlitz 1 für die AfD Sachsen in den Sächsischen Landtag ein. Bei der Landtagswahl 2024 wurde er über das Direktmandat im Wahlkreis Görlitz 1 erneut in den Landtag gewählt.